# Minneke De Ridder
Pour les articles homonymes, voir De Ridder.
Minneke De Ridder, née le 2 décembre 1980, est une femme politique nationaliste flamande, membre de la N-VA dans la province d'Anvers. Elle est une élu N-VA à la Chambre des représentants depuis 2010.  Minneke De Ridder est un membre actif du Taal Aktie Komitee (TAK, Comité d’action pour la défense de la langue flamande), un groupe d’action nationaliste flamand, et du Vlaamse Volksbeweging VVB (Mouvement populaire flamand), une importante organisation indépendantiste flamande.  Dans son action politique elle défend également les droits des femmes et la possibilité d'allaiter en public.
Elle est critiquée pour avoir publié sur son site en 2010 une vidéo contenant des portraits de nazis convaincus, en particulier une affiche nationale-socialiste et collaborative de Staf Declercq (« le Juif doit disparaître, c'est une question de santé publique ») avec les logos du VNV qui ne sont rien d'autre que les équivalents flamands de la croix gammée.
Minneke De Ridder vit à Ranst, près d'Anvers. Elle est la mère de deux garçons.  Elle annonce fièrement qu'ils chantent à merveille le 'Vlaamse Leeuw', l'hymne de la communauté flamande. Elle est la petite-fille de Lode Van Dessel, ancien bourgmestre Volksunie de Nijlen et la fille de Lutgart Van Dessel, conseillère communale à Ranst.
Elle est également styliste de mode à Emblem, un village de la province d'Anvers.

## Carrière politique
- Députée fédérale du le 6 juillet 2010 au 25 mai 2014